# Czyszkówek
Czyszkówek – wieś sołecka w Polsce położona w województwie mazowieckim, w powiecie garwolińskim, w gminie Garwolin. Graniczy z garwolińską dzielnicą Czyszków.
| SIMC    | Nazwa  | Rodzaj    |
| ------- | ------ | --------- |
| 0670901 | Pałędź | część wsi |

Wieś szlachecka Cziskowo położona była w drugiej połowie XVI wieku w powiecie garwolińskim  ziemi czerskiej województwa mazowieckiego. W latach 1975–1998 miejscowość administracyjnie należała do województwa siedleckiego.
Wierni Kościoła rzymskokatolickiego należą do parafii Przemienienia Pańskiego w Garwolinie.